# Municipio de Lee (condado de Brown)
El municipio de Lee (en inglés: Lee Township) es un municipio ubicado en el condado de Brown en el estado estadounidense de Illinois. En el año 2010 tenía una población de 326 habitantes y una densidad poblacional de 3,34 personas por km².

## Geografía
Según la Oficina del Censo de los Estados Unidos, el municipio tiene una superficie total de 97.57 km², de la cual 97,46 km² corresponden a tierra firme y (0,11 %) 0,11 km² es agua.

## Demografía
Según el censo de 2010, había 326 personas residiendo en el municipio de Lee. La densidad de población era de 3,34 hab./km². De los 326 habitantes, el municipio de Lee estaba compuesto por el 100 % blancos. Del total de la población el 0,31 % eran hispanos o latinos de cualquier raza.